# Sandy Mayer
Alexander "Sandy" Mayer (Flushing, 5 de abril de 1952) é um ex-tenista profissional estadunidense.